# Emiliano Jimenez Hernandez
Emiliano Jimenez Hernandez (Padiernos, 8 agosto 1941 – Roma, 25 agosto 2007) è stato un teologo, biblista e docente spagnolo.

## Biografia
Nacque a Padiernos, nella Provincia di Avila, l'8 agosto 1941.
Per la formazione religiosa studiò presso il seminario diocesano di Ávila e il 3 aprile del 1966, all'età di 24 anni, sempre in quella diocesi, fu ordinato sacerdote. Dopo tre anni di esperienza pastorale in diocesi, si trasferì a Roma dove studiò teologia morale presso l'Accademia alfonsiana, sotto la direzione di Bernhard Häring e nel 1989 ottenne il dottorato con una tesi intitolata Eclesiologia y teologia moral (Ecclesiologia e teologia morale).
Nel 1969, a Roma, presso la parrocchia della Natività conobbe la predicazione del Cammino neocatecumenale e ne abbracciò il carisma, rimanendovi legato fino alla sua morte. Dal 1970 divenne un presbitero itinerante delle Comunità neocatecumenali, e per cinque anni fino al 1975 fu missionario in Costa Rica, Panama e Repubblica Dominicana. Fu anche cappellano degli emigranti in Svizzera e nella città di New York. Per diversi anni fu docente di teologia morale presso l'Istituto Superiore di Studi Teologici e nella Facoltà di Teologia Pontificia e Civile di Lima (Perù). Nel 1988 venne nominato vicerettore del seminario Redemptoris Mater e Giovanni Paolo II di Callao (Perù), e vi rimase fino al 2003, quando a causa di una improvvisa malattia fu costretto a rientrare a Roma per curarsi. Dal 29 giugno 2002 ha fatto parte del Collegio Elettivo del Cammino Neocatecumenale come 67° membro su ottantaquattro, collegio definito dallo Statuto approvato dalla Santa Sede.
Morì a Roma il 25 agosto 2007 all'età di 66 anni a causa di un male incurabile. Dopo le esequie, la salma venne tumulata nel sacello dell'Arciconfraternita del Preziosissimo Sangue e della Santissima Vergine del Rosario nel cimitero del Verano.

## Opere pubblicate
- (ES)  Las cuatro plegarias eucarísticas: comentadas al Pueblo de Dios, La Muralla, 1968
- (ES)  Moral eclesial: teología moral nueva de una Iglesia renovada, Editorial Desclée De Brouwe, Biblioteca catecumenal, Bilbao, 1989, ISBN 9788433008053
- (ES)  Jacob: la noche del Yaboc, Ediciones EGA, Colección Trípode, Bilbao, 1991, ISBN 8477260370
- Jabbok. La notte di Giacobbe, Edizioni Dehoniane Roma, Collana: Ascolta Israele, Roma, 1993, ISBN 88-396-0487-1
- (ES)  El Espiritu Santo: dador de vida, en la Iglesia, al cristiano, Ediciones EGA, Colección Trípode, Bilbao, 1993
- (ES)  Abraham el creyente. Según la Escritura y el Midrash, José PONS y Emiliano JIMÉNEZ, Ediciones EGA, Biblioteca Mercaba, Colección Hagadot n.7, Bilbao, 1993
- (ES)  La vida en Cristo: dimensiones fundamentales de la moral cristiana, Editorial Desclée De Brouwe, Biblioteca catecumenal, Bilbao, 1995, ISBN 9788433010957
- (ES)  PADRENUESTRO. FE, ORACIÓN Y VIDA, Caparrós Editores. Madrid, 1996
- (PL)  Jabbok, Noc Jakuba, KERYGMA Lublin, 1999
- CHI SONO IO? Antropologia per camminare come uomo nel mondo, Edizioni: Grafite Napoli, 1999
- IL PADRE NOSTRO, FEDE, PREGHIERA E VITA, Edizioni Grafitalica, Collana: Biblioteca catecumenale, Napoli, 1999
- Rut la Moabita. Risonanze bibliche, Edizioni San Paolo, Cinisello Balsamo (MI), 2003, ISBN 88-215-4806-6
- Giuseppe in cerca dei suoi fratelli, Edizioni Paoline, Serie: Fame e sete della Parola, Cinisello Balsamo (MI), 2004, ISBN 8821550869
- Uomo e donna immagine di Dio: morale sessuale, Editore: Chirico, Collana: Nova evangelizatio, Napoli, 2007, ISBN Napoli, 2010, 3ª edizione, ISBN 978-88-89872-05-5
- Giobbe crogiolo della fede, Editore: Chirico, Collana: Nova evangelizatio, Napoli, 2006, ISBN 88-89227-83-4
- Giona i settanta volti di Dio, Editore: Chirico, Collana: Haggadot, Napoli, 2007, 2ª edizione, ISBN 978-88-89872-29-1
- Geremia mi hai sedotto Signore, Editore: Chirico, Collana: Haggadot, Napoli, 2007, 2ª edizione, ISBN 978-88-89872-30-7
- Abramo il credente, secondo la Scrittura e il Midrash, Editore: Chirico, Collana: Haggadot, Napoli, 2007, 3ª edizione, ISBN 978-88-89872-07-9
- Alleluia! Maranà tha! Escatologia cristiana, Editore: Chirico, Collana: Nova evangelizatio, Napoli, 2007, ISBN 978-88-89872-23-9
- Davide un uomo secondo il cuore di Dio. Attraverso la Scrittura e il Midrash, Editore: Chirico, Collana: Haggadot, Napoli, 2007, 3ª edizione, ISBN 978-88-89872-08-6
- Il Padre nostro. Fede, orazione e vita, Editore: Chirico, Collana: Nova evangelizatio, Napoli, 2008, 4ª edizione, ISBN 978-88-89872-61-1
- Apocalisse. Rivelazione della gloria dell’Agnello, Editore: Chirico, Collana: Nova evangelizatio, Napoli, 2008, ISBN 978-88-89872-99-4
- Alzati, amica mia!, Editore: Chirico, Napoli, 2008, ISBN 978-88-6362-019-1
- Amato del mio cuore!, Editore: Chirico, Napoli, 2008, ISBN 978-88-6362-020-7
- Attirami dietro a te, corriamo!, Editore: Chirico, Napoli, 2008, ISBN 978-88-6362-018-4
- Beati i poveri, Editore: Chirico, Napoli, 2020, 2ª edizione, ISBN 978-88-6362-211-9
- Chi è costei che sorge come l’aurora?, Editore: Chirico, Napoli, 2009, ISBN 978-88-6362-023-8
- Dacci oggi il nostro pane quotidiano, Adalbert Gautier HAMMAN e Emiliano JIMÉNEZ HERNÁNDEZ, Editore: Chirico, Napoli, 2009, ISBN 978-88-6362-005-4
- Aprimi, sorella mia!, Editore: Chirico, Napoli, 2009, ISBN 978-88-6362-022-1
- Le ali della Torah Commenti rabbinici al Decalogo, Editore: Chirico, Collana: Haggadot, Napoli, 2010, 3ª edizione, ISBN 978-88-89872-06-2
- Detti dei saggi di Israele, Editore: Chirico, Collana: Haggadot, Napoli, 2010, 3ª edizione, ISBN 978-88-89872-24-6
- Il Siracide Risonanze bibliche, Editore: Chirico, Napoli, 2010, 2ª edizione, ISBN 978-88-6362-029-0
- Elia il profeta itinerante, Editore: Chirico,  Collana: Nova evangelizatio, Napoli, 2011, ISBN 978-88-6362-056-6
- (HR)  David, jedan čovjek po srcu Božjem: kroz Pismo i Midraš, Sakralna umjetnost, Žrnovnica, 2011, ISBN 9789539536112
- Cantico dei Cantici. Risonanze bibliche!, Editore: Chirico, Napoli, 2012, 4ª edizione, ISBN 978-88-6362-030-6
- Il Decalogo. Dieci parole di vita, Editore: Chirico, Collana: Nova evangelizatio, Napoli, 2012, 3ª edizione, ISBN 978-88-6362-067-2
- Il Discorso della Montagna Risonanze bibliche, Editore: Chirico, Collana: Nova evangelizatio, Napoli, 2013, 3ª edizione, ISBN 978-88-6362-066-5
- (ES)  CANTAR DE LOS CANTARES, Colección: LAMPARA ES TU PALABRA; Editorial Edibesa, Madrid, 2013, ISBN 978-84-8407-723-7
- (ES)  HISTORIA DE LA SALVACION, Colección: TRINIDAD. DIOS; Editorial Edibesa, Madrid, 2013, ISBN 978-84-8407-724-4
- (ES)  MARIA, MADRE DEL REDENTOR, Colección: LA SIERVA DEL SEÑOR; Editorial Edibesa, Madrid, 2014, ISBN 978-84-8407-762-6
- Storia della salvezza, Editore: Chirico, Collana: Nova evangelizatio, Napoli, 2014, 3ª edizione, ISBN 978-88-6362-026-9
- Il Credo. Simbolo della fede della Chiesa, Editore: Chirico, Collana: Nova evangelizatio, Napoli, 2015, 5ª edizione, ISBN 88-6362-064-4
- il Padre nostro Le sette petizioni, Adalbert Gautier HAMMAN e Emiliano JIMÉNEZ HERNÁNDEZ, Editore: Chirico, Napoli, 2018, ISBN 978-88-6362-190-7
- Isaia. Il profeta della consolazione, Editore: Chirico, Collana: Nova evangelizatio, Napoli, 2018, ISBN 978-88-6362-120-4